# Brachidontes

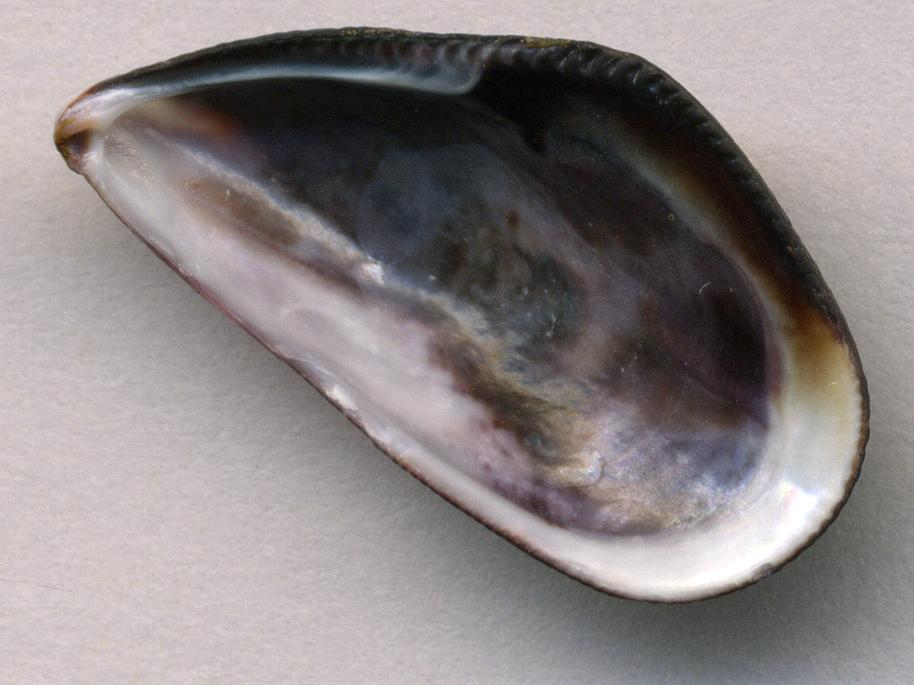
Innenseite der rechten Klappe

Brachidontes ist eine Muschel-Gattung aus der Familie der Miesmuscheln (Mytilidae). Die Gattung ist seit dem Jura bekannt.

## Merkmale
Die Gehäuse sind länglich mit gewinkeltem oder stark gebogenem Dorsalrand und geradem Ventralrand: Die größte Höhe liegt hinter der Mitte des Gehäuses. Das Vorderende ist eng gerundet, das Hinterende breit gerundet. Die Wirbel liegen nahe dem Vorderende. Das Ligament ist vergleichsweise kurz. Das Schloss weist wenige dysodonte Zähne vor und hinter dem Ligament auf. Hinter dem Ligament bis zum Winkel des Dorsalrand finden sich einfache, zahnähnliche Einkerbungen. Die Oberfläche ist mit mehr oder weniger kräftigen, radialen Rippen bedeckt, die sich am Gehäuserand aufspalten können.

## Geographische Verbreitung und Lebensraum
Die Arten der Gattung sind weltweit verbreitet. Sie kommen von tropisch-warmen Gewässern bis in kalt-gemäßigte Gewässer vor.

## Taxonomie
Das Taxon Brachidontes wurde 1840 durch William Swainson aufgestellt. Typusart durch Monotypie ist Modiola sulcata Lamarck, 1819, ein Synonym von Arca modiolus Linné, 1767. Derzeit werden folgende Arten durch das World Register of Marine Species anerkannt:
- Brachidontes Swainson, 1840
  - Brachidontes adamsianus (Dunker, 1857)
  - Brachidontes australis Martens, 1879 (taxon inquirendum)
  - Brachidontes blakeanus (Melvill & Standen, 1914)
  - Brachidontes crebristriatus (Conrad, 1837)
  - †Brachidontes crenella (Deshayes, 1858)(Lutetium, Eozän)[3]
  - Brachidontes darwinianus (d’Orbigny, 1842)
  - Brachidontes domingensis (Lamarck, 1819)
  - Brachidontes erosus (Lamarck, 1819)
  - Brachidontes esmeraldensis (Olsson, 1961)
  - Brachidontes evansi (E. A. Smith, 1903)
  - Brachidontes exustus (Linnaeus, 1758)
  - †Brachidontes fulpensis Stephenson, 1952 (Cenomanium)[4]
  - Brachidontes granoliratus (G. B. Sowerby III, 1909)
  - Brachidontes granulatus (Hanley, 1843)
  - †Brachidontes jansseni Le Renard, 1994 (= Modiola acuminata Deshayes, 1832 non Sedgwick, 1829)(Lutetium, Eozän)[3]
  - Brachidontes modiolus (Linnaeus, 1767)
  - Brachidontes mutabilis (Gould, 1861)
  - Brachidontes niger (Gmelin, 1791)
  - Brachidontes pharaonis (P. Fischer, 1870)
  - †Brachidontes pictinatus (Lamarck, 1805)(Lutetium, Eozän)[3]
  - Brachidontes playasensis (Pilsbry & Olsson, 1935)
  - Brachidontes puniceus (Gmelin, 1791)
  - Brachidontes puntarenensis (Pilsbry & Lowe, 1932)
  - †Brachidontes rigaulti (Deshayes, 1858)(Lutetium, Eozän)[3]
  - Brachidontes rodriguezii (d’Orbigny, 1842)
  - Brachidontes rostratus (Dunker, 1857)
  - Brachidontes sculptus (Iredale, 1939)
  - Brachidontes semilaevis (Menke, 1848)
  - Brachidontes setiger (Dunker, 1857)
  - Brachidontes striatulus (Hanley, 1843)
  - Brachidontes subramosus (Hanley, 1843)
  - Brachidontes subsulcatus (Dunker, 1857)
  - Brachidontes tenuistriatus (Dunker, 1853)
  - Brachidontes undulatus (Dunker, 1857)
  - Brachidontes ustulatus (Lamarck, 1819)
  - Brachidontes variabilis (Krauss, 1848)
  - Brachidontes virgiliae (Barnard, 1964)
  - Brachidontes willetsi (Marwick, 1928) †

Der Name Brachidontes leitet sich von griech. brachys = kurz, odontes = Zähne ab. Es ist die Typusgattung der Unterfamilie Brachidontinae Nordsieck, 1969.

## Belege